# 筒井美紀
筒井 美紀（つつい　みき、1968年 - ）は、日本の社会学者、法政大学キャリアデザイン学部キャリアデザイン学科准教授。博士(教育学)。専攻は教育社会学、労働社会学。

## 経歴
1991年3月東京大学文学部を卒業し銀行に就職する。1995年東京大学教育学部へ学士入学する。1997年3月東京大学教育学部 総合教育科学科を卒業し、1999年同大学院修士課程を卒業する。2002年東京大学教育学研究科博士後期課程を単位取得退学し、2004年に博士(教育学)の学位をえる。
2004年4月から2007年3月まで京都女子大学現代社会学部の専任講師となる。2007年4月から2010年3月まで京都女子大学現代社会学部准教授、2010年4月から法政大学キャリアデザイン学部准教授に就任する。

## 人物
社会的に不利な人々の就業支援政策に関わる現場の問題について、助成金や関連法規や組織の在り方の実践的な課題を調査研究している。しかし、なんでも教育に取り込んでしまうのは、教育の怖さであるとして、自己抑制を求めている。

著書『大学選びより一〇〇倍大切なこと』では、自力で答えを出すことが基本であり、どの大学に入るかより、どの先生で何を学ぶかが重要であると力説する。著書『殻を突き破るキャリアデザイン -- 就活・将来の思い込みを解いて自由に生きる』では、社会では多様な働き方があり、いま学生が何を学ぶべきかを考えさせる。
著書『教育を原理する―自己にたち返る学び』（共著）では、教育を根源から問い直して、教育がなぜ重要か、学術書を読みこなす方法を解き明かす。
著書『就労支援を問い直す: 自治体と地域の取り組み』(共著)では、豊中市や横浜市の就労支援の現場を調査しながら、自治体の行う就労支援の在り方を探求している。

講演の機会も多く、2009年3月30日にはA’ワーク創造館で「生涯職業教育を考える」の題で記念講演を行った。
2012年10月20日には教育研究所「未来の教育を考える会」第7回ミニシンポジウムにおいて、「キャリア教育の現状と課題」の題で基調講演を行い、人によって「キャリア教育」の意味や力点が異なること、ジェンダー教育とキャリア教育との関係について述べた。

学部のゼミでは教育、政策、労働の分野の中から、テーマを自分で決め企業・自治体、学校、NPOなどへの調査を行い、不足している知識を同時並行的に補いながら、卒論を進めるよう指導している。

## 受賞歴
- 2006年10月、著書『高卒労働市場の変貌と高校進路指導・就職斡旋における構造と認識の不一致』[8]により、日本労働社会学会 日本労働社会学会 第3回学会奨励賞を受ける。[9]
- 2007年9月、同書[8]により、日本教育社会学会第2回学会奨励賞を受賞する[10]。